# Etzling
Etzling é uma comuna francesa na região administrativa de Grande Leste, no departamento de Mosela. Estende-se por uma área de 4,94 km². Em 2010 a comuna tinha 1 189 habitantes (densidade: 240,7 hab./km²).